# Kabale
Kabale es una ciudad en la región occidental de Uganda. Es la ciudad principal del distrito de Kabale y allí se encuentra la sede del distrito.
A veces apodado "Kastone" como en el idioma local Rukiga, un "kabale" es una piedra pequeña.

## Ubicación
Kabale se encuentra en el distrito de Kabale de la subregión de Kigezi. Está a unos 142 kilómetros (88 millas), por carretera, al suroeste de Mbarara, la ciudad más grande de la región occidental de Uganda.  Se trata de aproximadamente 410 kilómetros (250 millas), por carretera, al suroeste de Kampala, la capital y ciudad más grande de Uganda. La ciudad se encuentra a 2.000 metros (6.600 pies) sobre el nivel del mar. Las coordenadas de Kabale son: 01 15 00S, 29 59 24E (Latitud:-1.2500; 29.9900).

## Población
En 1969, el censo nacional de ese año enumeró a 8.234 personas en la ciudad de Kabale. Según el censo nacional de 1980, esa población había aumentado a 21.469. En 1991, el censo de ese año enumeraba 29.246 habitantes. En el censo nacional de 2002, Kabale tenía 41.344 habitantes. El censo nacional y la encuesta de hogares de 2014 enumeraron a 49.186 personas. En 2020, la Oficina de Estadísticas de Uganda (UBOS) estimó la población a mitad de año de la ciudad en 53.200. UBOS calculó que la población de Kabale Town creció a una tasa promedio de 1.36 por ciento anual entre 2014 y 2020

## Lugares de interés
Los otros puntos de interés dentro de los límites de la ciudad o cerca de las afueras de la ciudad incluyen los siguientes:
- Sede de la administración del distrito de Kabale
- Oficinas del Ayuntamiento de Kabale
- Kabale Regional Referral Hospital, un hospital público de 250 camas administrado por el Ministerio de Salud de Uganda
- Rama de la Caja Nacional del Seguro Social
- Kabale Currency Centre, una instalación de procesamiento y almacenamiento de moneda propiedad y operada por el Banco de Uganda, el Banco Central de Uganda
- Universidad de Kabale, una universidad gubernamental
- Aeropuerto de Kabale , un aeropuerto civil operado por el municipio de Kabale
- Campus de Kabale de la Universidad de los Mártires de Uganda
- Campo de golf Kabale
- Hospital de Rugarama Capacidad para 200 camas de pacientes La iglesia de Uganda funda un hospital general
- Hospital Rushoroza - Capacidad de camas para 200 pacientes, administrado por la Iglesia Católica
- Catedral de Rushoroza - sede de la diócesis católica de Kabale, que se encuentra en la ciudad de Kabale
- Radio María Uganda - Estación Kabale, ubicada en Rushoroza Hill
- St Mary's College Rushoroza - Kabale, fundado por la iglesia católica
- Seminario de San Pablo Rushoroza - fundado por la iglesia católica